# Елберт Вайт (стрибун у воду)
Елберт Вайт (англ. Albert White; 14 травня 1895 — 8 липня 1982) — американський стрибун у воду.
Олімпійський чемпіон 1924 року.